# Duan Ning (zapaśnik)
Duan Ning (chiń. 段宁; ur. 12 czerwca 1989) – chiński zapaśnik w stylu klasycznym. Zajął 23. miejsce w mistrzostwach świata w 2011. Brązowy medalista mistrzostw Azji w 2011 i 2012 roku.